# Гильгертова, Штепанка
Штепа́нка Ги́льгертова (чеш. Štěpánka Hilgertová; в девичестве — Прошкова (чеш. Prošková), род. 10 апреля 1968 года, Прага, Чехословакия) — чешская спортсменка, выступавшая в гребном слаломе. Двукратная олимпийская чемпионка 1996 и 2000 годов, многократная чемпионка мира и Европы. Участница шести подряд Олимпийских игр.

## Спортивная биография
Впервые заниматься гребным слаломом Штепанка начала в 12 лет. В 1983 году Гильбертова стала чемпионкой Чехословакии среди юниоров и попала в юношескую сборную страны. Спустя всего год Штепанка становится чемпионкой Чехословакии во взрослом разряде. В 1986 году у Штепанки родился сын, которого назвали в честь отца Любошем. В 1988 году Штепанка возвращается в большой спорт и вновь выигрывает чемпионат Чехословакии. В 1989 году Гильгертова принимает участие в чемпионате мира, который проходил в американском Гарретте. В личном зачёте Штефанка заняла 4 место, а в командном стала бронзовой призёркой.
Дебют на Олимпийских играх состоялся в 1992 году на Играх в Барселоне. Соревнования для Гильгертовой были омрачены смертью матери, поэтому достойного результата показать не удалось. В итоге Штепанка заняла лишь 12-е место.
Через 4 года на своих вторых Олимпийских играх в Атланте Штепанка Гильгертова нацеливалась исключительно на чемпионское звание. Победитель соревнований определялся по лучшему времени, показанному в одной из двух попыток. Штепанка показала результат 169,49. Абсолютно такой же результат оказался и у американки Даны Члейдек, но поскольку вторая попытка была у чешки лучше, то именно она была объявлена олимпийской чемпионкой.

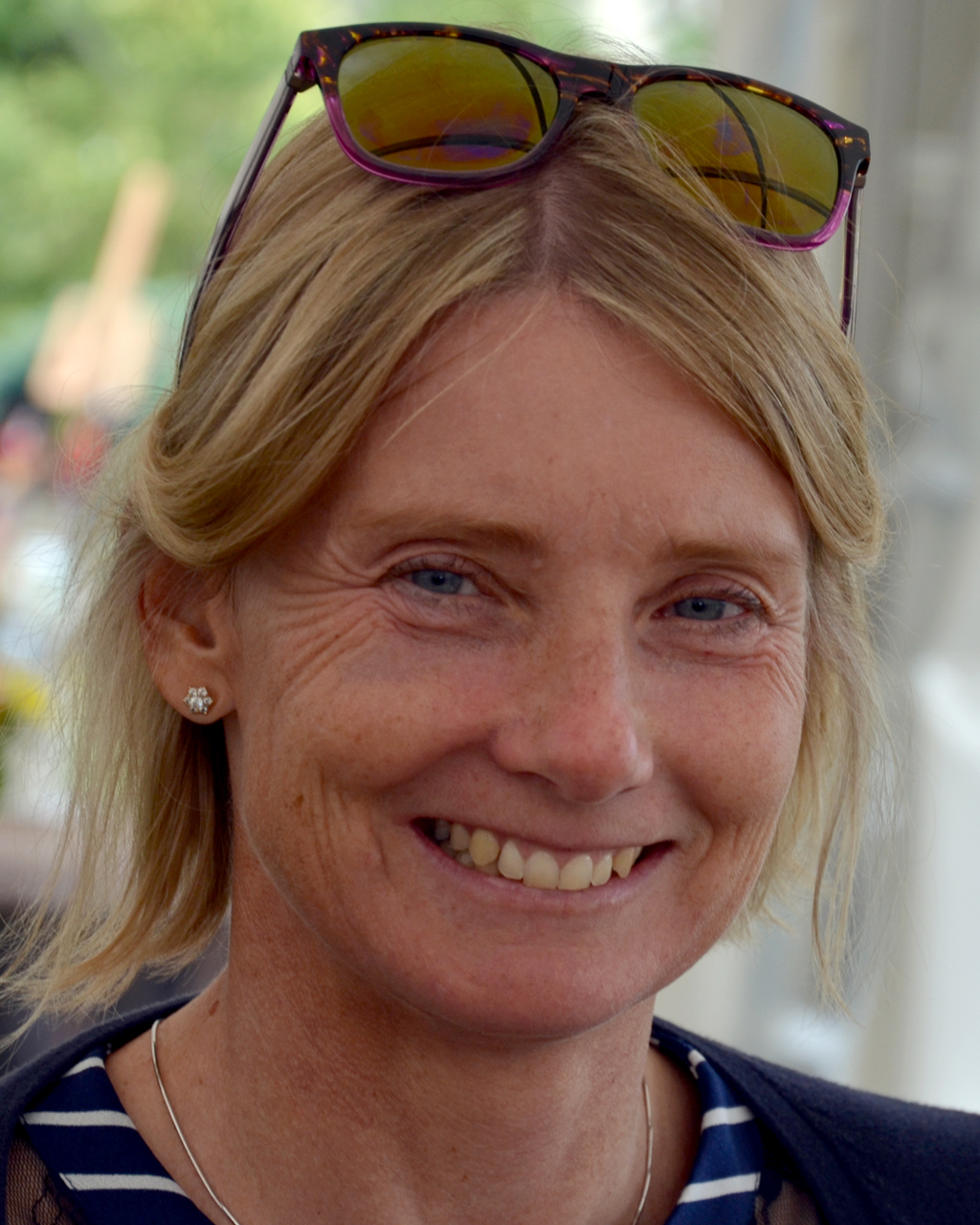
2017 год

На Олимпийских играх в Сиднее Гильгертова уже выступала, как обладательница всех возможных титулов. За 1999 год Штепанка стала чемпионкой мира, Европы и обладательницей кубка мира. После первой попытки она уступала француженке Брижитт Гибаль 0,3 с. Но великолепно пройденная вторая попытка позволила Гильгертовой стать двукратной чемпионкой Олимпийских игр.
На своих четвёртых Олимпийских играх в Афинах Гильгертова могла претендовать на медали, но не очень удачно пройденная первая попытка в финальном раунде не позволила рассчитывать на многое. Несмотря на то что вторую попытку чешка закончила с третьим результатом, общее время показанное Гильбертовой, позволило ей занять лишь пятое место.
В 2008 году в возрасте 40 лет Штепанка Гильгертова приехала в Пекин на свои пятые в карьере Олимпийские игры. На церемонии открытия игр ей было доверено нести флаг Чехии. Сами же соревнования сложились для Штепанки не очень удачно. После полуфинала она находилась на третьем месте, но во время финальной попытки представительница Чехии проходя очередные ворота перевернулась и не смогла нормально закончить дистанцию. В итоге Гильгертова заняла 9-е место. После окончания Игр Штепанка приняла решение завершить спортивную карьеру. В 2012 году вернулась, чтобы выступить на Олимпийских играх в Лондоне. На олимпийском турнире 44-летняя Гильгертова заняла 4-е место.
Завершила профессиональную карьеру в 2017 году в возрасте 49 лет.

## Семья
Замужем за бывшим гребцом, призёром чемпионатов мира Любошем Гильгертом (род. 1960), выступавшим на Олимпийских играх 1992 и 1996 годов. Сын Любоша и Штепанки Любош-младший (род. 1986) также стал гребцом, выступал за сборную Чехии, был призёром чемпионата мира 2007 года. Племянница Штепанки (дочь брата её мужа) Амали Гильгертова также одна из ведущих чешских специалисток в гребном слаломе, призёр чемпионатов мира, чемпионка Европы.

## Награды
- Медаль «За заслуги» I степени (2024 год)[1]